# 北斗誓一
北斗 誓一（ほくと せいいち、1962年6月5日 - ）は、日本の男性声優。ゆーりんプロ所属。神奈川県出身。よこざわけい子 声優・ナレータースクール4期生であり、現在は講師を務めている。身長180cm・体重72kg。

## 出演

### テレビアニメ
- 時空冒険記ゼントリックス（ビッグ・チーフ）
- プレイボール2nd（医師）
- MOUSE（男性キャスター）
- 魔術士オーフェン（村人E）

### ゲーム
- THE 大美人（司令官）

### 吹き替え
- クッキ
- サイダーハウス・ルール
- シェルビーの事件ファイル（警官、修理工）
- 新入社員
- スターリングラード ※日本テレビ版
- V.I.P.（タルボット少佐、ショー、アナウンサー、他）
- 月のひつじ
- 101回目のプロポーズ
- 名探偵モンク
- ミッシング -サイキック捜査官-（ジャック・バージス〈ブラッド・ロウ〉）
- ランド・オブ・ザ・デッド（チャーリー）
- リプレイスメント

### CM
- エバラ焼肉のたれ「黄金のあじ」
- 週刊チンタイ
- トヨタ東京カローラ

### ナレーション
- いたずら電撃隊
- スーパーモーニング

### テレビドラマ
- 女警察署長（中山）
- 金曜エンタテイメント「事件調査員 南条真琴 東京〜隠岐 摩天崖殺人事件」（秋山晃一）

### 舞台
- プリズンホテル(花沢一馬)